# AIZ
AIZ（アー・イー・ツェット、エイ・アイ・ズィー、Arbeiter-Illustrierte-Zeitung）とは、ドイツ・ベルリンのドイツ共産党の関連で刊行されていた、写真やイラストを積極的に用いたプロパガンダ雑誌。日本語では「労働者画報」と訳されることもある。
1924年から1939年まで、ドイツ共産党のヴィリ・ミュンツェンベルク（Wilhelm Münzenberg (Willi Münzenberg), 1889年-1940年）主催の新ドイツ社（Neuer Deutscher Verlag）から週刊で発行された。BIZにかわる、より前衛的な「画報」を目指して創刊されている。巻号については、その前身である1921年秋創刊の月刊誌「Sowjet Rußland im Bild（Soviet Russia in Pictures）」（1922年に「Hammer und Sichel (Hammer and Sickle)」に改称）を含めて通巻されている。さらに1926年にはVolks Illustrierte（VIと省略される。日本語訳すれば例えば「人民画報」）に改称された。これらのこともあり、全体で何号刊行されているかは不明瞭である。
なお刊行された場所であるが、ナチスの影響で転々としている。1933年まではベルリン、その後はプラハとなり、1938年にはフランスに移っている。最終号は1939年2月26日号である。
編集にジョン・ハートフィールド、ハートフィールドの兄のヴィーラント・ヘルツフェルデ（Wieland Herzefelde; 1896年-1988年）、ジョージ・グロスが参加し、特にハートフィールドの手による表紙を中心としたナチ批判のフォトモンタージュ作品が極めて著名である。20世紀前半において行われた美術家による政治的活動の典型例である。1930年から1938年にかけて、200点以上のハートフィールドの作品が掲載されたとのことである。
なお、日本においてはハートフィールドの作品を超えてAIZが紹介されることはほとんどなく、その全体像を示す日本語文献は存在しない。